# لويس ألان
لويس ألان (بالإنجليزية: Lewis Allan)‏ (25 أكتوبر 1996 في المملكة المتحدة - ) هو لاعب كرة قدم بريطاني في مركز الهجوم. لعب مع دونفرملين أثلتيك ونادي هيبرنيان وفورفار أثلتيك ‏.

## وصلات خارجية
- لويس ألان على موقع قاعدة بيانات كرة القدم.إي يو (الإنجليزية)
- لويس ألان على موقع Soccerbase.com (لاعب) (الإنجليزية)